# Brian Hayles
Pour les articles homonymes, voir Hayles.
Brian Leonard Hayles est un scénariste britannique né le 7 mars 1931 à Portsmouth dans le Hampshire et mort le 30 octobre 1978 à Coventry. Il est principalement connu pour ses scénarios pour la série Doctor Who et pour la série radiophonique The Archers.

## Carrière
Il commence à travailler, dans les années 1960, à l'écriture de scénarios pour des séries de science fiction comme Doctor Who, et en 1966 écrit le scénario de « The Celestial Toymaker » alors assez remarqué. Il écrit le scénario de 6 épisodes, créant la race récurrente des guerrier de glaces, d'anciens habitants de Mars reptiliens pour l'épisode « The Ice Warriors » ainsi que la planète Peladon, une planète royaliste au centre des tractations de la fédération galactique (« The Curse of Peladon » et « The Monster of Peladon ») Il quitte la production de la série en 1974 à la suite de conflits ayant eu lieu lors de la réécriture de cet épisode. Il adapte néanmoins en 1975 et 1976 la novélisation de deux de ses épisodes (« The Curse of Peladon » et « The Ice Warriors »)
Il est aussi un temps chargé des scénarios du soap opéra radiophonique The Archers inventé en 1950 et encore à l'antenne en 2013. Il écrit un roman dérivé du soap Spring at Brookfield (Tandem, 1975) et se déroulant dans l'entre-deux-guerres. Il adapte aussi le script d'un téléfilm de science fiction pour enfant qu'il avait écrit pour la BBC The Moon Stallion (Mirror Books, 1978) et écrit deux pièces de théâtre d'épouvante pour enfant The Curse of the Labyrinth (Dobson, 1976) et Hour of the Werewolf (Dobson, 1976). Il écrit encore un roman Goldhawk (NEL, 1979) qui est publié à titre posthume.
En dehors de Doctor Who et The Archers, Hayles a écrit pour des séries comme The Regiment, Barlow at Large, Doomwatch, Out of the Unknown, United!, Legend of Death, Public Eye, Z-Cars, BBC Playhouse, The Wednesday Thriller et Suspense. Il écrira aussi le scénario de Nothing But the Night (1972) et de Warlords of Atlantis (1978). Le film est novélisé par Paul Victor (Futura, 1978) mais sera préfacé par Brian Hayles dans lequel celui-ci expliquera les origines du films et son concept initial.
Le dernier script qu'il écrit est celui de Le Trésor de la montagne sacrée (1979) qu'il finit peu de temps avant sa mort, le 30 octobre 1978. La novélisation du film par Keith Miles (Mirror Books, 1979) est dédiée à sa mémoire.

### Scénarios pour Doctor Who
- 1966 : « The Celestial Toymaker » (avec Donald Tosh)
- 1966 : « The Smugglers »
- 1967 : « The Ice Warriors »
- 1969 : « The Seeds of Death » (avec Terrance Dicks)
- 1972 : « The Curse of Peladon »
- 1974 : « The Monster of Peladon »

### Filmographie partielle
- 1972 : Nothing But the Night
- 1978 : Warlords of Atlantis
- 1979 : Le Trésor de la montagne sacrée